# Selvmordsangreb
Et selvmordsangreb er et angreb mod et militært eller civilt mål, hvor angriberen vil dræbe andre, vel vidende at han sandsynligvis selv vil dø under aktionen. 
Selvmordsangreb udføres med biler fyldt med eksplosiver, passagerfly med store mængder brændstof og personer, der bærer tøj eller bælter fyldt med eksplosiver. Groft sagt er et angreb ikke et selvmordsangreb, hvis angriberen ikke bliver dræbt, eller hvis der er tvivl om, at vedkommendes mål var at blive dræbt. Ofte udføres angrebet mod mange mennesker i transportmidler som busser, fly og undergrundstog. Baggrunden for angrebet er ofte politisk og/eller religiøst.
Selvmordsangreb har fundet sted gennem hele historien. Bl.a de japanske kamikazepiloter under 2. verdenskrig. Men fænomenet opstod i 1980'erne. Efter  angrebet på MNF i Beirut i 1983, der dræbte 300 og bedvirkede, at amerikanske og franske tropper trak sig ud af Libanon, har taktikken spredt sig til grupper som De Tamilske Tigre i Sri Lanka og islamistiske grupper som Hamas.
Antallet af selvmordsangreb er vokset voldsomt de senere år; fra under fem om året i 1980'erne til 180 om året i begyndelsen af 2000'erne til 460 i 2005. Det er særligt militære og civile mål i Sri Lanka, israelske mål i Israel og siden den USA-ledede invasion i Irak i 2003 irakere, der har været hårdt ramt af selvmordsangreb. Et af de voldsomste selvmordsangreb i nyere tid foregik 11. september 2001, da terrorister med tilknytning til al-Qaeda fløj to fly ind i World Trade Centers to tårne i New York og dræbte sig selv og 3.038 andre.
Eksplosionerne i Stockholm den 11. december 2010 er efter alt at dømme det første selvmordangreb i Norden.
Nogle forskere mener, at depression hos gerningsmanden spiller en rolle i et selvmordsangreb; at selvmordsangrebets primære mål er selvmord.